# Parque histórico nacional lugar de nacimiento de Abraham Lincoln
El parque histórico nacional lugar de nacimiento de Abraham Lincoln (en inglés: Abraham Lincoln Birthplace National Historical Park) es un sitio histórico nacional de Estados Unidos que protege el lugar donde Abraham Lincoln vivió su infancia, un área de 47 hectáreas que comprende los terrenos de dos granjas ubicadas cerca de Hodgenville, en el estado de Kentucky.

## Historia
Abraham Lincoln nació en una cabaña de troncos dentro de esta zona el 12 de febrero de 1809. No se ha podido determinar con exactitud la ubicación de la cabaña, pero la evidencia parece indicar que estaba situada en la cima de la colina donde hoy se encuentra el monumento conmemorativo. Dentro de esta edificación se encuentra la vieja cabaña que se admite fue el lugar de nacimiento de Lincoln. Se le otorgó su estatus en 1916.
- Datos: Q181471
- Multimedia: Abraham Lincoln Birthplace National Historic Site / Q181471